# Sands Expo
El Sands Expo and Convention Center (Centro de Convenciones Sands Expo en español), tiene 110,000 m² y es el segundo centro de convenciones más grande en la ciudad de Las Vegas, Nevada. Se inauguró en 1990 a lo largo de la calle, donde estaba el antiguo Sands Hotel.
El centro de convenciones está localizado en 201 Sands Avenue Las Vegas, Nevada, el Sands Expo es operado y propiedad de la corporación Las Vegas. Algunas veces es frecuentemente usado para convenciones con reservas del hotel y casino The Venetian (también operado por la misma compañía) e incluso el Sands Expo supera en cantidad de visitantes durante las convenciones al Centro de Convenciones de Las Vegas.

## Expansión
En el 2008, una expansión para el centro Sands Expo fue anunciada. Durante la primera parte se construiría otro piso sobre el existente edificio y construir otro centro de dos millones de pie cuadrados, se construiría dentro de los terrenos Sands al este del estacionamiento de los empleados del hotel Wynn Las Vegas. Un largo puente peatonal se construirá entre las dos centros. 
También, la mitad del edificio actual será cubierto por una nueva condo torre y un hotel, añadiendo al también ya inmenso complejo que incluye a los hoteles The Venetian y The Palazzo.